# Khu vực công

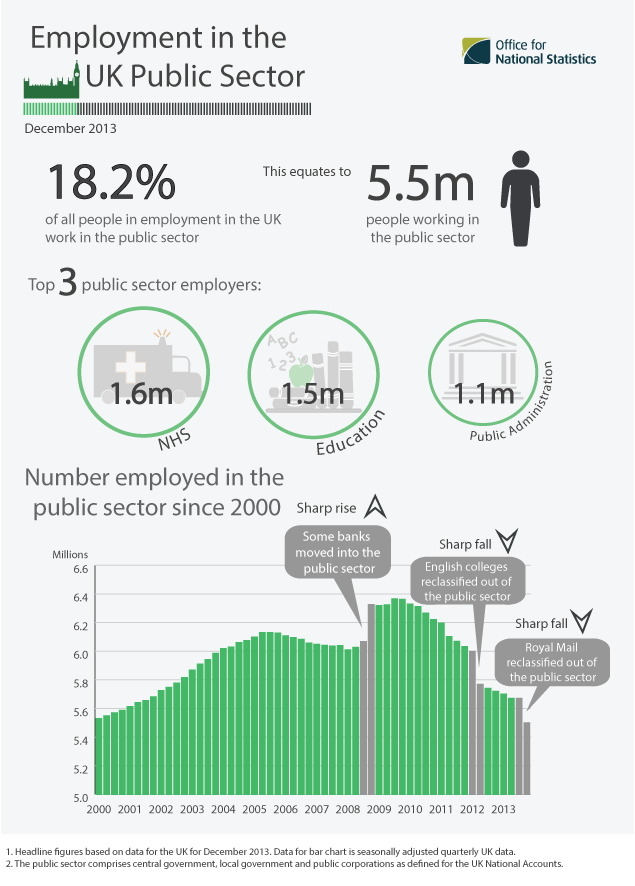
Việc làm trong Khu vực công của Vương quốc Anh, tháng 12 năm 2013

Khu vực công (còn gọi là khu vực nhà nước) là một bộ phận của nền kinh tế bao gồm dịch vụ công và doanh nghiệp công.
Các lĩnh vực công bao gồm hàng hóa công cộng và các dịch vụ chính phủ như quân đội, cơ quan thực thi pháp luật, cơ sở hạ tầng (đường công cộng, cầu, đường hầm, cấp nước, cống rãnh thoát nước thải, lưới điện, viễn thông, v.v.), giao thông công cộng, giáo dục công cộng, cùng với chăm sóc sức khỏe và những người làm việc cho chính phủ, chẳng hạn như các quan chức dân cử. Khu vực công có thể cung cấp các dịch vụ mà không thể loại trừ người không trả tiền (chẳng hạn như chiếu sáng đường phố), các dịch vụ mang lại lợi ích cho toàn xã hội chứ không chỉ cho cá nhân sử dụng dịch vụ. Doanh nghiệp nhà nước, hay doanh nghiệp nhà nước, là các doanh nghiệp thương mại tự cấp vốn thuộc sở hữu công, cung cấp các hàng hóa và dịch vụ tư nhân khác nhau để bán và thường hoạt động trên cơ sở thương mại.
Các tổ chức không thuộc khu vực công cũng là một phần của khu vực tư nhân hoặc khu vực tự nguyện. Thành phần kinh tế tư nhân bao gồm các thành phần kinh tế nhằm thu lợi nhuận cho chủ doanh nghiệp. Lĩnh vực tự nguyện, dân sự hoặc xã hội liên quan đến một loạt các tổ chức phi lợi nhuận nhấn mạnh đến xã hội dân sự.